# 福島県交通安全協会
一般社団法人福島県交通安全協会（いっぱんしゃだんほうじんふくしまけんこうつうあんぜんきょうかい）は、福島県内の地区交通安全協会を統括する交通安全協会。元福島県知事所管の社団法人。

## 概要
福島県内の地区交通安全協会を統括する交通安全協会で、福島県内での季節単位で開催する交通安全運動をはじめ、自動車・自動二輪車の運転免許更新の伝達・更新事務、申請書や収入証紙の委託販売業務、自転車などに貼る反射シールや車輪のスポークに貼る反射材などの交通安全グッズの頒布、交通安全功労者の表彰及び国や全国法人への表彰推薦などを事業としている。

## 下部組織
- 福島県交通安全協会 - 福島市町庭坂字大原1-1福島運転免許センター内
- 福島地区交通安全協会 - 福島市上町7-31福島警察署内
- 福島北地区交通安全協会 - 福島市飯坂町平野字江合2-8福島北警察署内
- 桑折地区交通安全協会 - 桑折町大字谷地字形土15-2福島北警察署桑折分庁舎内
- 伊達地区交通安全協会 - 伊達市保原町大泉字大地内61-4伊達警察署内
- 川俣地区交通安全協会 - 川俣町大字鶴沢字下中島20-2福島警察署川俣分庁舎内
- 二本松地区交通安全協会 - 二本松市若宮二丁目163-5二本松警察署内
- 本宮地区交通安全協会 - 本宮市字万世172-1郡山北警察署本宮分庁舎内
- 郡山地区交通安全協会 - 郡山市城清水23郡山警察署内
- 郡山北地区交通安全協会 - 郡山市富田町字下曲田2-8郡山北警察署内
- 須賀川地区交通安全協会 - 須賀川市八幡町19-7須賀川警察署内
- 白河地区交通安全協会 - 白河市昭和町226-2白河警察署内
- 石川地区交通安全協会 - 石川郡石川町字長久保185-2石川警察署内
- 棚倉地区交通安全協会 - 東白川郡棚倉町大字流字森ノ内59-1棚倉警察署内
- 田村地区交通安全協会 - 田村郡三春町大字熊耳字下荒井194田村警察署内
- 会津若松地区交通安全協会 - 会津若松市山見町248会津若松警察署内
- 猪苗代地区交通安全協会 - 猪苗代町字梨木西100-1猪苗代警察署内
- 喜多方地区交通安全協会 - 喜多方市関柴町上高額字宮越537-10喜多方警察署内
- 会津坂下地区交通安全協会 - 会津坂下町字舘ノ下311会津坂下警察署内
- 会津美里地区交通安全協会 - 大沼郡会津美里町字鹿島3057-1会津若松警察署会津美里分庁舎内
- 南会津地区交通安全協会 - 南会津町田島字大坪54-1南会津警察署内
- いわき中央地区交通安全協会 - いわき市内郷御厩町四丁目148いわき中央警察署内
- いわき常磐地区交通安全協会 - いわき市常磐関船町大平16-1いわき中央警察署常磐分庁舎内
- いわき東地区交通安全協会 - いわき市小名浜岡小名字御代坂19いわき東警察署内
- いわき南地区交通安全協会 - いわき市植田町南町一丁目6-6いわき南警察署内
- 南相馬地区交通安全協会 - 南相馬市原町区高見町一丁目262南相馬警察署内
- 富岡地区交通安全協会 - 双葉郡富岡町中央二丁目19双葉警察署
- 浪江地区交通安全協会 - 浪江町大字権現堂字上蔵役目18-1双葉警察署浪江分庁舎内
- 相馬地区交通安全協会 - 相馬市中野字寺前203-1相馬警察署内